# Член-корреспондент
Член-корреспонде́нт — член организации учёных — академии наук. В сравнении с академиком является младшей ступенью членства. Первоначально статус «член-корреспондент» получали учёные, которые могли принимать участие в работе Академии наук (в основном по переписке), не пользуясь привилегиями действительных членов.
Права и обязанности члена-корреспондента, а также мера уважения к учёному, имеющему этот статус, зависят от авторитета избравшей его академии. В России высоко оценивается членство в государственных академиях общенационального уровня: РАН, РАО, РАХ, РААСН. Официально понятие «член-корреспондент» не обозначает учёного звания, но нередко трактуется подобным образом.
Согласно действующим правилам русской орфографии и пунктуации (§ 116), правильным сокращением является «чл.-кор.». Правильным сокращением, согласно «Русскому орфографическому словарю» РАН, является «ч.-к.» и «чл.-корр.», существует также сложносокращённое «членкор».

## История
Исторически членами-корреспондентами академий были учёные, которые, в отличие от действительных членов, не участвовали в заседаниях академии, а связывались с ней по переписке (корреспонденции). В Российской империи к числу членов-корреспондентов принадлежали выдающиеся зарубежные специалисты, а также учёные с периферии, не уступавшие действительным членам по квалификации. Постепенно, с развитием транспорта, статус членкора изменился: в большинстве академий, включая советские и постсоветские, данный термин приобрёл современное значение «члена младшей, по сравнению с академиком, ступени», а фрагмент «-корреспондент» утратил содержание. Но и сейчас в мире есть организации, членкорами которых становятся с учётом технического удобства и территориального фактора (так, в Академии наук Австралии членами-корреспондентами избираются именно иностранцы).

## Член-корреспондент РАН, РАО, РАХ, РААСН
Члены-корреспонденты Российской академии наук (РАН) избираются из числа учёных с российским гражданством за выдающиеся успехи в развитии науки. Избрание осуществляется тайным голосованием в соответствующем отделении академии, с последующим утверждением общим собранием. На 4 июня 2022 года в РАН, с учётом итогов последних выборов (30 мая — 3 июня), насчитывалось 1135 членкоров; число членкоров РАН в феврале 2024 года было 1084. В перспективе, член-корреспондент может избраться академиком. Обсуждалась идея ликвидировать статус членкора РАН, приравняв его обладателей к академикам.
Аналогичный порядок избрания действует в отраслевых государственных академиях наук — Российской академии образования (РАО, около 150 членкоров на начало лета 2022 года), Российской академии художеств (РАХ, свыше 330 членкоров), Российской академии архитектуры и строительных наук (РААСН, свыше 170).

## Член-корреспондент НАН Беларуси
Членами-корреспондентами Национальной академии наук Беларуси избираются известные ученые — граждане Республики Беларусь, внесшие значительный вклад в развитие науки и обогатили её работами крупного научного значения. Членом-корреспондентом НАН Беларуси, в том числе имеющих это звание пенсионерам, назначаются ежемесячные доплаты за академические учёное звание, размер которых устанавливается законодательством.
Члены-корреспонденты являются членами одного из отделений НАН Беларуси в соответствии со специальностью, по которой они избраны, и могут переходить из одного отделения Академии наук в другое на основе личного заявления и решения Президиума НАН Беларуси. Каждый член-корреспондент пользуется правом решающего голоса на Общем собрании НАН Беларуси и на общем собрании отделения Академии наук, членом которого он является.

## Член-корреспондент НАН Украины
Член-корреспондент Национальной академии наук Украины избирается за выдающиеся успехи в развитии науки тайным голосованием в соответствующем отделении Академии и утверждается Общим собранием Академии. Впоследствии член-корреспондент может быть избран академиком. Тот же порядок сохраняется и для отраслевых академий.
Право выдвигать кандидатов в действительные члены и члены-корреспонденты НАН Украины предоставляется учёным советам научных учреждений и высших учебных заведений, государственным и общественным организациям, действительным членам и членам-корреспондентам НАН Украины. Выборы кандидатов в члены-корреспонденты НАН Украины проводятся тайным голосованием действительных членов и членов-корреспондентов НАН Украины соответствующего отделения. Выборы считаются действительными при наличии на собрании не менее 2/3 списочного состава в соответствии действительных членов или действительных членов и членов-корреспондентов НАН Украины, входящих в состав отделения. Избранными кандидатами в члены НАН Украины считаются лица, за которых проголосовало не менее 2/3 членов НАН Украины соответствующего отделения, принимавших участие в голосовании.